# Auburn Township (Iowa)
Die Auburn Township ist eine von 20 Townships im Fayette County im Nordosten des US-amerikanischen Bundesstaates Iowa. Das U.S. Census Bureau hat bei der Volkszählung 2020 eine Einwohnerzahl von 513 ermittelt.

## Geografie
Die Auburn Township liegt im Nordosten von Iowa und wird vom Turkey River durchflossen. Die Grenze zu Minnesota liegt rund 60 km nördlich, der die Grenze zu Wisconsin bildende Mississippi liegt rund 80 km östlich.
Die Auburn Township liegt auf 43°02′34″ nördlicher Breite und 91°53′46″ westlicher Länge und erstreckt sich über 95,12 km².
Die Auburn Township grenzt im Norden an das Winneshiek County. Innerhalb des Fayette County grenzt die Auburn Township im Osten an die Dover Township, im Südosten an die Union Township, im Süden an die Windsor Township, im Südwesten an die Bethel Township und im Westen an die Eden Township.

## Verkehr
Durch die Auburn Township verlaufen keine Fernstraßen. Eine Reihe von teils unbefestigten County Roads durchziehen die Township.
Der nächstgelegene Flugplatz ist der rund 4 km südöstlich der Township gelegene George L. Scott Municipal Airport in West Union in der Union Township.

## Bevölkerung
Bei der Volkszählung im Jahr 2010 hatte die Township 527 Einwohner.
Innerhalb der Auburn Township gibt es neben gemeindefreier Streubesiedlung mit Saint Lucas nur eine selbstverwaltete Stadt (mit dem Status „City“).